# جو سيمونز (مدرب كرة سلة)
جو سيمونز (بالإنجليزية: Joe Simmons)‏ هو مدرب كرة سلة أمريكي، ولد في 5 يونيو 1895 في إلينوي في الولايات المتحدة، وتوفي في 4 مارس 1973 في لاغونا بيتش في الولايات المتحدة.